# Judo na Igrzyskach Panamerykańskich 2007
Zawody Judo na Igrzyskach Panamerykańskich 2007, odbywały się w dniach 19-22 lipca w Rio de Janeiro na terenie kompleksu Riocentro. W tabeli medalowej tryumfowali judocy z Kuby.

## Klasyfikacja medalowa
Gospodarz zawodów został zaznaczony kolorem.
| Miejsce | Państwo           |    |    |    | Razem |
| ------- | ----------------- | -- | -- | -- | ----- |
| 1       | Kuba              | 5  | 3  | 5  | 13    |
| 2       | Brazylia          | 4  | 6  | 3  | 13    |
| 3       | Stany Zjednoczone | 3  | 1  | 2  | 6     |
| 4       | Argentyna         | 1  | 0  | 3  | 4     |
| 5       | Meksyk            | 1  | 0  | 0  | 1     |
| 6       | Ekwador           | 0  | 2  | 1  | 3     |
| 7       | Kanada            | 0  | 1  | 3  | 4     |
| 8       | Kolumbia          | 0  | 1  | 1  | 2     |
| 9       | Wenezuela         | 0  | 0  | 5  | 5     |
| 10      | Dominikana        | 0  | 0  | 2  | 2     |
| 11      | Salwador          | 0  | 0  | 1  | 1     |
| 11      | Haiti             | 0  | 0  | 1  | 1     |
| 11      | Peru              | 0  | 0  | 1  | 1     |
| Razem   | Razem             | 14 | 14 | 28 | 56    |

## Medaliści

### Mężczyźni
| Konkurencja: | Złoto:            | Srebro:           | Brąz:                            |
| −60 kg       | Miguel Albarracín | Yosmani Piker     | Javier Guédez Alexandre Lee      |
| −66 kg       | João Derly        | Roberto Ibáñez    | Yordanis Arencibia Ludwing Ortiz |
| −73 kg       | Ryan Reser        | Leandro Guilheiro | Nick Tritton Ronald Girones      |
| −81 kg       | Travis Stevens    | Mario Valles      | Óscar Cárdenas Franklin Cisneros |
| −90 kg       | Tiago Camilo      | Jorge Benavides   | José Camacho Rick Hawn           |
| −100 kg      | Oreidis Despaigne | Keith Morgan      | Teófilo Diek Luciano Corrêa      |
| ponad 100 kg | Óscar Brayson     | João Gabriel      | Joel Brutus Carlos Zegarra       |

### Kobiety
| Konkurencja: | Złoto:             | Srebro:         | Brąz:                               |
| −48 kg       | Yanet Bermoy       | Daniela Polzin  | Paula Pareto Jeanette Rodriguez     |
| −52 kg       | Sheila Espinosa    | Érika Miranda   | Flor Velázquez María García         |
| −57 kg       | Danielle Zangrando | Valerie Gotay   | Diana Villavicencio Yagnelis Mestre |
| −63 kg       | Driulis González   | Danielli Yuri   | Ysis Barreto Daniela Krukower       |
| −70 kg       | Ronda Rousey       | Mayra Aguiar    | Yuri Alvear Catherine Roberge       |
| −78 kg       | Edinanci da Silva  | Yurisel Laborde | Marylise Lévesque Lorena Briceño    |
| ponad 78 kg  | Vanessa Zambotti   | Carmen Chalá    | Priscila Marques Ibis Dueñas        |